# Sirhindi
Sirhindi (Shejk Ahmed Sirhindi), född 1564 i Sirhind, död 1624 i Delhi, var en sufi, indisk muslimsk vishetslärare och mystiker.
Han anses ha gett ny vitalitet åt sunnitisk islam i Indien efter dess nedgång under Akbar den stores synkretistiska religionspolitik. Själv hävdade Sirhindi anor från kalifen Omar.